# Adrian Gała
Adrian Gała (ur. 30 stycznia 1995 w Gnieźnie) – polski żużlowiec.
Syn Stanisława Gały, również żużlowca.

## Starty w rozgrywkach ligowych
Wychowanek Startu Gniezno. Licencję żużlową zdobył w 2010 roku. W rozgrywkach ligowych w Polsce startuje od 2012 roku, w poszczególnych latach osiągając następujące rezultaty:
| Rok  | Liga       | Zespół                                     | Mecze | Biegi | Śr. biegowa |
| ---- | ---------- | ------------------------------------------ | ----- | ----- | ----------- |
| 2012 | II liga    | Kolejarz Rawag Rawicz                      | 9     | 25    | 0,720       |
| 2013 | Ekstraliga | Lechma Start Gniezno                       | 5     | 17    | 0,588       |
| 2013 | I liga     | Kolejarz Rawag Rawicz                      | 5     | 19    | 0,632       |
| 2014 | I liga     | Łączyńscy-Carbon Start Gniezno             | 16    | 60    | 1,233       |
| 2015 | Ekstraliga | Betard Sparta Wrocław                      | 14    | 41    | 0,854       |
| 2016 | Ekstraliga | Betard Sparta Wrocław                      | 14    | 36    | 0,694       |
| 2016 | I liga     | Orzeł Łódź                                 | 4     | 16    | 1,625       |
| 2017 | II liga    | Start Gniezno                              | 12    | 52    | 2,058       |
| 2018 | I liga     | Car Gwarant Start Gniezno                  | 16    | 78    | 2,090       |
| 2019 | I liga     | Car Gwarant Start Gniezno                  | 13    | 62    | 1,952       |
| 2020 | I liga     | Car Gwarant Kapi Meble Budex Start Gniezno | 13    | 59    | 1,746       |
| 2021 | I liga     | Abramczyk Polonia Bydgoszcz                | 7     | 33    | 1,576       |
| 2022 | I liga     | Zdunek Wybrzeże Gdańsk                     | 14    | 59    | 1,712       |
| 2023 | I liga     | PSŻ Poznań                                 | 9     | 26    | 1,154       |
| 2024 | I liga     | Energa Wybrzeże Gdańsk                     | 8     | 38    | 1,158       |

## Sukcesy medalowe
W 2012 r. zdobył w Gnieźnie brązowy medal młodzieżowych mistrzostw Polski par klubowych, reprezentując WTS Warszawa. W sezonie 2015 wywalczył, w barwach klubu Betard Sparta Wrocław, srebrny medal Drużynowych mistrzostw Polski na żużlu. W 2015 r. zdobył w Opolu złoty medal młodzieżowych drużynowych mistrzostwa Polski, również jako zawodnik Betard Sparty Wrocław. W 2016 r. zajął III miejsce w rozegranym w Rawiczu finale turnieju o Srebrny Kask.